# Filippo Savini
Filippo Savini (Faenza, Emília-Romanya, 2 de maig de 1985) és un ciclista italìà, ja retirat, que fou professional del 2007 al 2013.
En el seu palmarès destaquen algunes victòries d'etapa en curses d'una setmana, com la Volta a Turquia o la Volta a Castella i Lleó.

## Palmarès
- 2005
  - Vencedor d'una etapa del Giro delle Valli Cuneesi nelle Alpi del Mare
- 2006
  - 1r al Memorial Danilo Furlan
  - 1r al Circuit Internacional de Caneva
- 2008
  - Vencedor d'una etapa i del Premi de la Muntanya del Tour de Langkawi
  - Vencedor d'una etapa de la Volta a Turquia
- 2011
  - Vencedor d'una etapa de la Volta a Castella i Lleó

### Resultats al Giro d'Itàlia
- 2008. Abandona (9a etapa)
- 2011. Abandona (19a etapa)